# Rutuli
Rutuli, nebo Rutulci (myhabishdy Myhabyr / МыхIабыр; rusky Рутульцы) jsou jedním z nejstarších autochtonních etnik Kavkazu. Mluví rutulským jazykem (nachsko-dagestánské skupiny kavkazské jazykové rodiny). Kromě Dagestánu žijí i v Ázerbájdžánu a v 7. století přijali sunnitský islám.
Počet Rutuli se pohybuje mezi 55,000 - 60,000. V celé Ruské federaci pak 35,240 .